# Lee Joon
Lee Chang-seon (n. 7 februarie 1988), cunoscut după numele de scenă Lee Joon (Hangul 이준) este un cântăreț, actor, dansator și model din Coreea de Sud. În prezent lucrează la agenția J.Tune Entertainment, unde este unul dintre cei 5 membri ai trupei MBLAQ.

## Carieră

### Pre-debut
A studiat dansul la Universitatea Natională de Arte din Coreea. Înainte să debuteze ca membru MBLAQ, Lee a fost model pentru o firmă de peruci și actor pentru reclame. În anul 2008 a avut un mic rol în serialul coreean That person is coming. În 2009, Lee a apărut în filmul Ninja Assassin în rolul lui Raizo adolescent.

## Activități solo

### Modeling
În iulie 2011, Lee a fost selectat ca model pentru firma de lenjerie intimă Kiss Republic.

### Televiziune
După debutul cu MBLAQ în 2009, Lee a fost distribuit ca invitat permanent la câteva emisiuni de televiziune, inclusiv Star Golden Bell Sezonul 2 și Oh! My School (100 Points out of 100). Pe 26 februarie 2010, a fost anunțat faptul că Lee și alți 7 artiști din 2PM, 2AM și C.N.Blue vor fi gazdele emisiunii Mnet M!Countdown.
Pasiunea pentru actorie i-a adus rolul principal în două seriale în 2010. Primul este Stay-at home-mom Kim Kwang iar cel de-al doilea se numește Jungle Fish 2, în care joacă alături de Ji Yeon din trupa T-ara.

#### Emisiuni TV
| An   | Titlu                 |
| ---- | --------------------- |
| 2009 | Idol Army             |
| 2009 | Art of Seduction      |
| 2010 | Making the Artist     |
| 2010 | MBLAQ Goes To School  |
| 2010 | Star Golden Bell      |
| 2011 | 100 points out of 100 |
| 2011 | Kkaeal Player         |
| 2012 | Hello Baby            |
| 2012 | Idol Manager          |
| 2012 | We Got Married        |

#### Apariții în videoclipuri
| An   | Titlu                                          | Artist      |
| ---- | ---------------------------------------------- | ----------- |
| 2010 | "Going Crazy"                                  | Kan Mi Youn |
| 2011 | "가슴이 뛴다/My Heart is Beating"              | K.Will      |
| 2011 | "입이 떨어지지 않아서 (Can't Open Up My Lips)" | K.Will      |
| 2011 | "Bubble Pop"                                   | Hyuna       |

#### Filme
| An   | Titlu                  | Rol                         |
| ---- | ---------------------- | --------------------------- |
| 2009 | Ninja Assassin         | Raizo adolescent            |
| 2010 | Jungle Fish 2 (Filmul) | Bawoo                       |
| 2011 | Gnomeo & Juliet        | Gnomeo (dublaj în coreeană) |
| 2013 | An actor is an actor   | unknown                     |

#### Seriale TV
| An   | Titlu                                     | Rol                   |
| ---- | ----------------------------------------- | --------------------- |
| 2010 | Housewife Kim Kwang Ja's Third Activities | Jin                   |
| 2010 | Jungle Fish Sezonul 2                     | Ba Woo                |
| 2012 | History of the Salaryman                  | El (cameo)            |
| 2012 | Strongest K-Pop Survival                  | El (cameo)            |
| 2012 | I Need a Fairy                            | Joon /actor aspirant/ |
| 2013 | IRIS 2                                    | Kim Ji Hun            |